# 多治見無線電機
多治見無線電機株式会社（たじみむせんでんき）は、東京都渋谷区に本社を置く、コネクタを製造、販売している企業である。LEMO製のものを採用しているNHKを除き、国内民放の大多数が光カメラケーブルに多治見製コネクタを採用している。

## 主な販売製品
- 光コネクタ及びケーブルアッセンブリ
  - 防水光電気複合／光多芯コネクタ　OPS　OPC
- 丸形コネクタ及びケーブルアッセンブリ
  - 防水丸形コネクタ　R04　R28　R20　1108　R41　R14
  - ワンタッチロック丸形コネクタ　PRC05　PRC07　PRC03　PRC04
- 角形コネクタ及びケーブルアッセンブリ
  - 車両搭載機器用角形コネクタ　3RT01
- 同軸コネクタ及びケーブルアッセンブリ
  - 防水形BNCコネクタ　BNCW
  - 三重同軸コネクタ　BNCX　TXA
  - センサー用同軸コネクタ　TMG　C29　C25

## 本社・事業所
本社
東京都渋谷区恵比寿南2-29-1
秦野工場
神奈川県秦野市平沢字中原245-1
千歳工場
北海道千歳市泉沢1007-78

## 沿革
- 1923年10月15日 - 創業。
- 1954年12月 - 多治見無線電機株式会社設立。
- 1998年12月 - ISO9001品質マネジメントシステム認証登録。
- 2003年12月 - ISO14001環境マネジメントシステム認証登録。